# 赤谷源一
赤谷 源一（あかたに げんいち、1917年9月29日 - 1987年9月1日）は、日本の外交官。日本人初の国際連合事務次長。チリ駐箚特命全権大使。

## 来歴・人物
千葉県旭市鎌数出身。父親は天津や上海の次席税関長を務めた赤谷由助（あかたに よしすけ）。1939年、英・オックスフォード大学政治学科卒業。1942年、上智大学商学部経済学科（現・経済学部）を卒業後、外務省に入省。戦後日本の税制改革を連合国軍最高司令官総司令部 (GHQ) に対して勧告するために、カール・シャウプが1949年に日本に税制使節団長として訪れた際、外務省事務官として通訳を担当している。「シャウプ使節団日本税制報告書」（「シャウプ勧告」）の序文に謝辞が記載されている。1972年には日本人として初めて国連事務次長補に就任し、1978年から1年間は国連事務次長を務め、日本の国連外交推進に貢献した。チリ大使も務め、1986年からは、国連など国際機関の人事制度を話し合う国際人事委員会の委員を務めた。

## 略歴
- 1939年8月：イギリスオックスフォード大学　政治学科卒業
- 1942年1月：上智大学商学部経済学科卒業
- 1945年11月：外務省入省
- 1958年3月：経済局第二課長
- 1961年2月：在アメリカ合衆国日本国大使館参事官
- 1966年3月：情報文化局外務参事官
- 1968年5月：大臣官房審議官
- 1968年9月：国際連合総会（第23回）日本政府代表（大使）
- 1969年9月：国際連合総会（第24回）日本政府代表（大使）
- 1970年9月：国際連合総会（第25回）日本政府代表（大使）
- 1971年9月：国際連合総会（第26回）日本政府代表（大使）
- 1972年1月：アメリカ合衆国における日米首脳会談において佐藤栄作総理に随行。[2]
- 1972年6月：国際連合（アメリカ合衆国・ニューヨーク）に派遣
- 1978年1月：国際連合事務次長（広報担当事務次長）
- 1979年6月：外務省に復帰
- 1979年10月 - 1983年12月：特命全権大使（チリ国）駐箚